# Kanton Léguevin
Kanton Léguevin (francouzsky Canton de Léguevin) je francouzský kanton v departementu Haute-Garonne v regionu Midi-Pyrénées. Tvoří ho 10 obcí.

## Obce kantonu
- Brax
- Lasserre
- Léguevin
- Lévignac
- Mérenvielle
- Pibrac
- Plaisance-du-Touch
- Pradère-les-Bourguets
- Sainte-Livrade
- La Salvetat-Saint-Gilles